# Macquaridrilus bennettae
Macquaridrilus bennettae is een ringworm uit de familie van de Naididae. De wetenschappelijke naam van de soort is voor het eerst geldig gepubliceerd in 1968 door Jamieson.